# Leon Jensen
Leon Jensen (Berlino, 19 maggio 1997) è un calciatore tedesco, centrocampista del Karlsruhe.

## Biografia
È figlio dell'allenatore ed ex calciatore italiano Martino Gatti.

## Carriera
Ha iniziato a giocare a calcio nel TeBe Berlino per poi entrare a far parte del settore giovanile dell'Hertha Berlino nel 2014. Due anni dopo è passato al Werder Brema, e dopo un breve passaggio in Oberliga con la terza squadra, è stato assegnato alla formazione riserve in Regionalliga. Nel 2018 è approdato in Lussemburgo al F91 Dudelange, dove ha fatto il suo esordio nelle competizioni europee giocando due incontri della fase a gironi di Europa League contro Olympiacos e Betis.
A fine stagione è rientrato in Germania dove ha firmato con lo Zwickau, club di 3. Liga. Dopo due stagioni disputate da titolare, il 18 maggio del 2021 ha firmato un contratto con il Karlsruhe, ma nel corso della preparazione estiva ha subito la rottura del legamento crociato anteriore del ginocchio destro, a cui ha fatto seguito una ricaduta nel mese di gennaio che lo ha costretto a saltare interamente la stagione. Ha fatto il suo esordio con il nuovo club il 29 luglio 2022, nella partita di DFB-Pokal contro il Neustrelitz.

## Statistiche

### Presenze e reti nei club
Statistiche aggiornate al 1º maggio 2025.
| Stagione               | Squadra                | Campionato             | Campionato | Campionato | Coppe nazionali | Coppe nazionali | Coppe nazionali | Coppe continentali | Coppe continentali | Coppe continentali | Altre coppe | Altre coppe | Altre coppe | Totale | Totale | Totale |
| Stagione               | Squadra                | Comp                   | Pres       | Reti       | Comp            | Pres            | Reti            | Comp               | Pres               | Reti               | Comp        | Pres        | Reti        | Pres   | Reti   |        |
| ---------------------- | ---------------------- | ---------------------- | ---------- | ---------- | --------------- | --------------- | --------------- | ------------------ | ------------------ | ------------------ | ----------- | ----------- | ----------- | ------ | ------ | ------ |
| 2016-2017              | Werder Brema III       | OL                     | 2          | 0          | -               | -               | -               | -                  | -                  | -                  | -           | -           | -           | 2      | 0      |        |
| 2016-2017              | Werder Brema II        | 3L                     | 18         | 2          | -               | -               | -               | -                  | -                  | -                  | -           | -           | -           | 18     | 2      |        |
| 2017-2018              | Werder Brema II        | 3L                     | 32         | 4          | -               | -               | -               | -                  | -                  | -                  | -           | -           | -           | 32     | 4      |        |
| Totale Werder Brema II | Totale Werder Brema II | Totale Werder Brema II | 50         | 6          |                 | 0               | 0               |                    | -                  | -                  |             | -           | -           | 50     | 6      |        |
| 2018-2019              | F91 Dudelange          | DN                     | 8          | 0          | CL+CdL          | 2+1             | 2+1             | UEL                | 2                  | 0                  | -           | -           | -           | 13     | 3      |        |
| 2019-2020              | Zwickau                | 3L                     | 33         | 5          | CG              | 0               | 0               | -                  | -                  | -                  | SP          | 3           | 2           | 36     | 7      |        |
| 2020-2021              | Zwickau                | 3L                     | 27         | 2          | CG              | 0               | 0               | -                  | -                  | -                  | -           | -           | -           | 27     | 2      |        |
| Totale Zwickau         | Totale Zwickau         | Totale Zwickau         | 60         | 7          |                 | 0               | 0               |                    | -                  | -                  |             | 3           | 2           | 63     | 9      |        |
| 2021-2022              | Karlsruhe              | 2L                     | 0          | 0          | CG              | 0               | 0               | -                  | -                  | -                  | -           | -           | -           | 0      | 0      |        |
| 2022-2023              | Karlsruhe              | 2L                     | 19         | 4          | CG              | 1               | 0               | -                  | -                  | -                  | -           | -           | -           | 20     | 4      |        |
| 2023-2024              | Karlsruhe              | 2L                     | 26         | 2          | CG              | 1               | 0               | -                  | -                  | -                  | -           | -           | -           | 27     | 2      |        |
| 2024-2025              | Karlsruhe              | 2L                     | 28         | 4          | CG              | 2               | 0               | -                  | -                  | -                  | -           | -           | -           | 30     | 4      |        |
| Totale carriera        | Totale carriera        | Totale carriera        | 193        | 23         |                 | 7               | 3               |                    | 2                  | 0                  |             | 3           | 2           | 205    | 28     |        |

## Palmarès

### Club

#### Competizioni giovanili
- DFB-Pokal der Junioren: 1

Hertha Berlino: 2014-2015

#### Competizioni nazionali
- Campionato lussemburghese: 1

F91 Dudelange: 2018-2019
- Coppa del Lussemburgo: 1

F91 Dudelange: 2018-2019
- Coppa di lega del Lussemburgo: 1

F91 Dudelange: 2018-2019